# Puma AMV
O Puma AMV é um automóvel fabricado pela Alfa Metais Veículos.

## Construção
Em 1988 a Puma veículos, que fora vendida para a Araucária, foi novamente vendida para a Alfa Metais Veículos, que reestilizou o modelo S2 e o relançou com o nome de AMV 4.1. Foram fabricados até o ano de 1991, quando encerraram a produção dos carros com plataforma GM 6 cil.
Seu estilo é completamente diverso dos demais modelos da marca de até então. Apresenta maior porte mas é dotado do mesmo motor de 6 cilindros produzido pela Chevrolet, em posição dianteira, que sempre foi usado nas Puma GTB.
Conforme as características da marca a carroceria era produzida em fibra de vidro. Embora utilize mecânica GM, seu chassis (tubular) e sua suspensão traseira eram de fabricação própria.